# 필경사

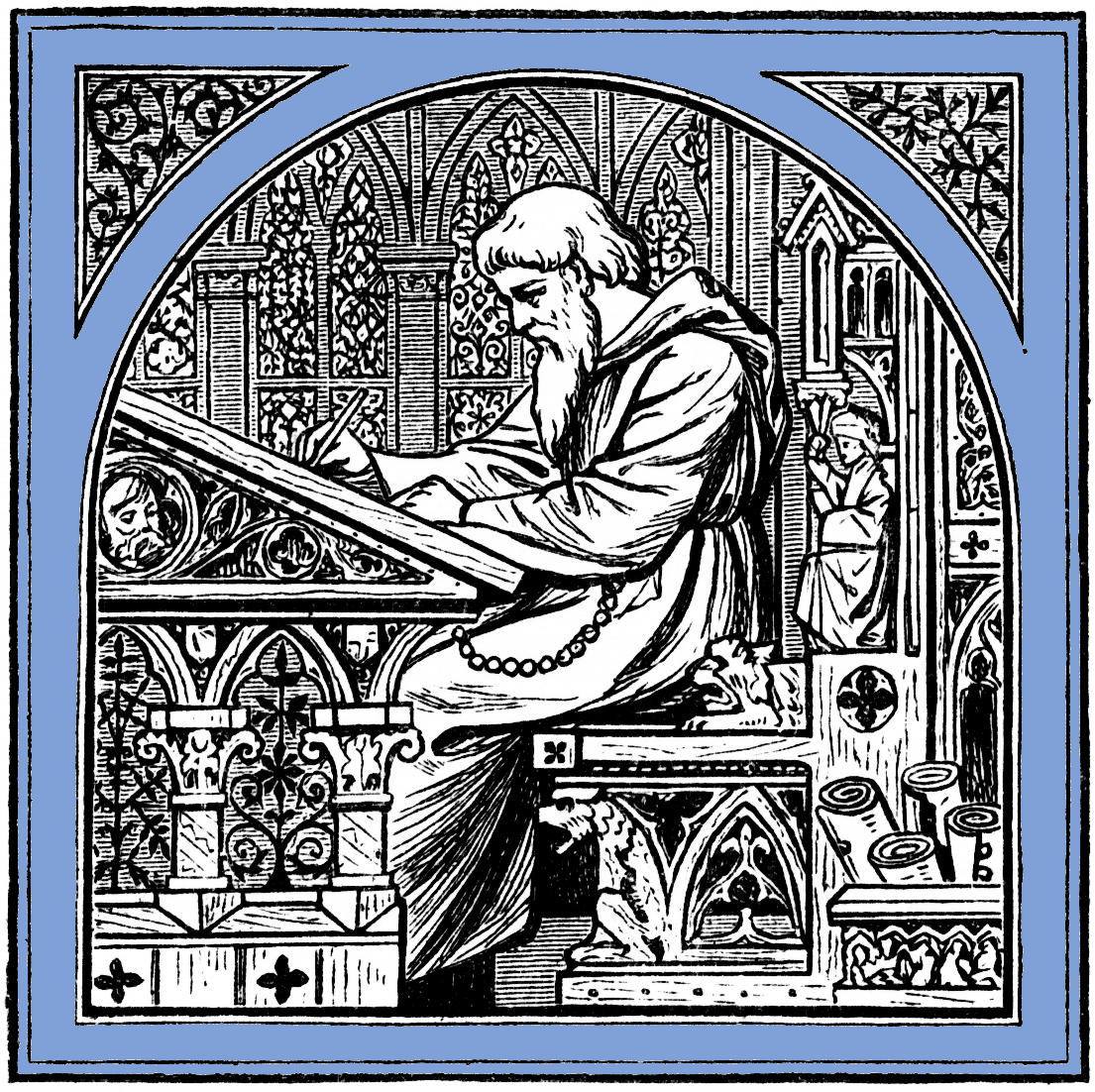

필경사(筆耕士, 영어: Scribe 스크라이브[*])란 문서나 책 등에 글씨를 쓰는 일이 직업인 사람을 가리킨다. 현대에는 인쇄술의 발달로 그 수가 줄어들어 특별한 문서에 미려한 글씨를 쓰는 사람들이 조금 있다.